# Closterellus dorsalis
Closterellus dorsalis är en fjärilsart som beskrevs av Sergius G. Kiriakoff 1977. Closterellus dorsalis ingår i släktet Closterellus och familjen tandspinnare. Inga underarter finns listade i Catalogue of Life.